# Ichu
Ichu é um município brasileiro do estado da Bahia. De acordo com a estimativa do IBGE em 2022, a população de Ichu é de 6.190 habitantes. Tem uma área total de 138,016  km².

## História
O nome do município deriva da Fazenda Enxú, um estabelecimento rural implantado na década de 1920 que tinha Joaquim Lázaro Carneiro e sua esposa D. Umbelina Maria Carneiro como seus primeiros proprietários. A fazenda ficava no Distrito de Candeal. Por divergências religiosas entre a Igreja Católica local e a Igreja Batista, o local escolhido para as missas foi a fazenda. Por volta de 1925 começou a construir o povoado ao redor da mesma fazenda.
Foi criado como Distrito com o nome de Ichu, pelo Decreto nº 9.556, de 10 de junho de 1935, subordinado ao município de Riachão do Jacuípe. Foi elevado à categoria de município com a mesma denominação, pela Lei Estadual nº 1.766, de 30 de julho de 1962, desmembrado do mesmo município de Riachão do Jacuípe. Instalado em 7 de abril de 1963, com a posse dos vereadores e o primeiro prefeito eleito.